# نیروهای ویژه ایران

آرم سینه تکاور ویژه دریایی ارتش S.B.S

نیروهای ویژهٔ ایران به اعضای واحدهای نظامی
گفته می‌شود که دوره‌های آموزشی ویژه، از جمله دورهای تکاور، رنجر، کماندو، تفنگدار، عملیات ویژه ،نیرو مخصوص، کلاه سبز و… را سپری کرده باشند. این نیروها معمولاً از نظر آمادگی جسمانی، هوش، و تاب آوری در شرایط اضطراری از انسان‌های عادی و دیگر رسته‌های نظامی توان بالاتری داشته، در ارتش ایران نیروهای ویژه معمولاً از کلاه سبز و در نیروی انتظامی از کلاه مشکی استفاده می‌کنند از یگان‌های نیروی ویژه در ایران می‌توان به:
۱) تکاوران ویژه دریایی ارتش ملقب به SBS
۲) تیپ ۶۵ نوهد نیروی زمینی ارتش
۳) نیروهای ویژه دریایی سپاه پاسداران
۴) یگان صابرین نیروی زمینی سپاه پاسداران
۵) یگان نوپو نیروی انتظامی (پلیس ایران)
۶) تیپ‌های ۲۵، ۳۵، ۴۵، ۵۵ نیرو زمینی ارتش
۷) تیپ‌های نیرو مخصوص سپاه پاسداران و… اشاره کرد.

## واژه‌شناسی
نیروی ویژه، واژهٔ معادل «Special Force» در زبان فارسی است. این واژه در نام رسمی تیپ ۶۵ نوهد استفاده شد. تکاور به معنای «سرباز حمله‌کننده» و معادل کلمهٔ «Commando» است. واژهٔ کماندو در زبان فارسی هم استفاده می‌شود. اصطلاح «Ranger» (رنجر) نیز در برخی از واحدهای ارتش مورد استفاده قرار می‌گیرد. واژهٔ هوابرد برای اشاره به واحد نیروهای هوابرد استفاده می‌شود.

## واحدهای تکاور

### ارتش

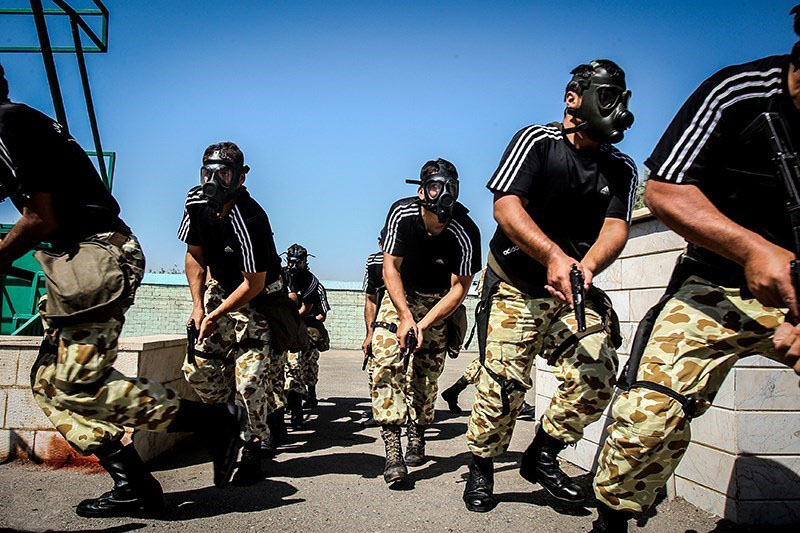
تمرین واحد نجات گروگان تیپ ۶۵ نوهد

#### نیرو زمینی ارتش
نیروهای زمینی واحدهای ارتش جمهوری اسلامی ایران که به‌صورت تیپ مستقل هستند:
- تیپ ۱۲۳ تکاور در پرندک مستقر است.
- تیپ ۲۲۳ تکاور در بم مستقر است.
- تیپ ۱۵۸ تکاور در شاهرود مستقر است.
- تیپ ۲۵۸ تکاور در نهبندان مستقر است.
- تیپ ۲۵ تکاور که در تبریز مستقر است.
- تیپ ۳۵ تکاور که در کرمانشاه مستقر است.
- تیپ ۴۵ تکاور که در شوشتر مستقر است.
- تیپ ۵۵ هوابرد که در شیراز مستقر است.
- تیپ ۶۵ نیروهای ویژهٔ هوابرد یا نوهد، در تهران مستقر است.

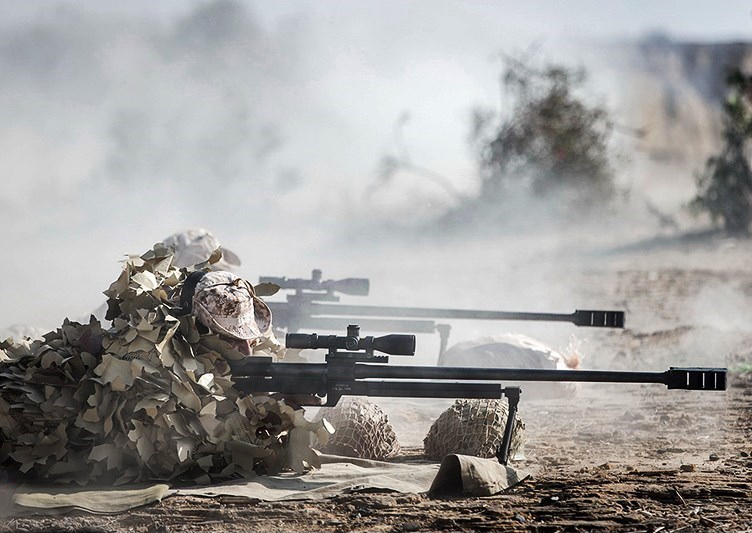
تک‌تیراندازان نیروی دریایی ارتش استتار کرده و مجهز به اشتایر اچ‌اس ۵۰

#### نیروی دریایی ارتش
تکاوران ویژهٔ دریایی ارتش ملقب به کلاه‌سبزها که با نام سازمانی S.B.S شناخته می‌شوند، قدرتمندترین نیروی ویژهٔ ایران بوده و این قدرت را با انجام مأموریت در تمامی مناطق از جمله. کویر. دریا. کوهستان. قله‌های برف خیز. باتلاق. ساحل. منطق صخره ای. سطح اب، زیر سطح اب تا عمق ۵۴ متر. نفوذ از آسمان «سقوط آزاد» خروج از زیر دریایی، تصرف واحدهای شناور، مبارزه با دزدان دریایی و… به دست آورده‌است. دوران آموزش این نیرو بشدت سخت و طولانی و به صورت ۲۴ساعته بوده، اس بی اس‌ها نیروهایی بدون محدودیت عملیاتی هستند اولین بار در سال ۱۳۴۹ شمسی جمعی از افسران و درجه داران نیروی دریایی شاهنشاهی ایران برای گذراندن دوره تکاور دریایی و اس بی اس به کشور انگلستان فرستاده شدنند  و درسال ۱۳۵۱ این دوره ها با حضور مربیان تکاور دریایی از رویال مرین انگلستان(royal.marine.commando) در مرکز آموزش تکاور دریایی شهر  منجیل برگزار شد  پس از انقلاب  ۱۳۵۷   تا به امروز این افراد زیر نظر مربیان ایرانی در  همان مرکز آموزش تفنگداران و تکاوران دریایی ارتش (منجیل) آموزش می‌بینند. لازم است ذکر شود در حال حاضر اس بی اس‌ها پس از گذراندن دوره تفنگدار دریایی (۱۸ ماه) و پس از آن در صورت قبولی به دورهٔ تکاور دریایی(۶ ماه), راه میابند و پس از گذراندن این دوره در صورت قبولی به دوره اس بی اس(۶ماه) راه پیدا می‌کنند. عملیات‌های این یگان معمولاً خارج از مرزهای کشور و در قالب تیم‌های چند نفره، بدون پشتیبانی مستقیم، در عمق خاک و آب دشمن انجام می‌شود.
تفنگدارانِ دریاییِ نیروی دریایی ارتش جمهوری اسلامی ایران (به اختصار: نداجا) که اعضای آن در مرکز آموزش تکاور منجیل آموزش دیده‌اند، معمولاً از کلاه سورمه ای استفاده می‌کنند، و در مراکز آموزش منجیل و نوشهر آموزش داده می‌شوند
تیپ‌های تفنگدار و تکاور دریایی ارتش:
- تیپ عملیات ویژه دریایی ارتش S.B.S (تیپ مسلم ابن عقیل) واقع در بندر عباس
- گردان تکاوران دریایی بوشهر

آرم بازو تکاور دریایی ارتش

- تیپ یکم تفنگداران دریایی ایران (دسته امام حسین) واقع در بندرعباس
- تیپ دوم تفنگداران دریایی ایران (دسته حراست رسول اکرم) واقع در جاسک
- تیپ سوم تفنگداران دریایی ایران (دسته حمزه سیدالشهدا) واقع در کنارک
- تیپ چهارم تفنگداران دریایی ایران واقع در بندر انزلی

در طول سلطنت آخرین شاه ایران، بسیاری از آموزش‌های نیروی دریایی توسط اعضای واحد اسپتس‌ناز که متعلق به شوروی سابق بود و سرویس دریایی ویژه بریتانیا انجام می‌شد. پس از نشان دادن حداقل نیازهای فیزیکی و استخدام، تفنگدار به مجموعه ای از مدارس فرستاده می‌شود.

### سپاه پاسداران انقلاب اسلامی
یکی از ۵ شاخهٔ سپاه پاسداران انقلاب اسلامی، نخبگان نیروی قدس است که تخصص‌شان عملیات‌های خارج از قلمرو است.

### نیروی زمینی سپاه
در نیروهای ویژه زمینی وجود دارند:
- ۱-تیپ نیروی ویژه صابرین تهران
- ۲-تیپ نیروی مخصوص ۳۳ المهدی جهرم
- ۳- تیپ نیروی مخصوص ۱۱۰ سلمان فارسی زاهدان

1. تیپ نیروی مخصوص امام حسن مجتبی بهبهان
2. تیپ نیروی مخصوص میرزا کوچک خان لنگرود
3. تیپ تکاور انصار الحجه فسا
4. تیپ تکاور انصار الرسول جوانرود
5. تیپ تکاور صاحب الزمان سیرجان
6. تیپ تکاور حضرت مهدی اندیمشک
7. تیپ تکاور امام سجاد کازرون

### نیروی دریایی سپاه
همچنین در نیروی دریایی سپاه پاسداران انقلاب اسلامی تیپ نیروهای ویژه دریایی اباعبدالله[S.N.S.F] موجود است.در نیروهای سازمان بسیج یگان ویژه فاتحین وجود دارد.

### پلیس
در نیروی انتظامی جمهوری اسلامی ایران، نیروهای ویژه به عنوان یگان ویژه شناخته می‌شوند. نیروی ویژه ضد تروریسم (N.O.P.O) یکی از نخبگان درون نیروی است. واحد ویژهٔ ضد تروریسم نوپو زبده‌ترین واحد این نیرو است.